# مالینووو (شهرستان بیلسک)
مالینووو (به لاتین: Malinowo) یک روستا در لهستان است که در گمینا بیلسک پودلاسکی واقع شده‌است.